# حمض أميني ضروري

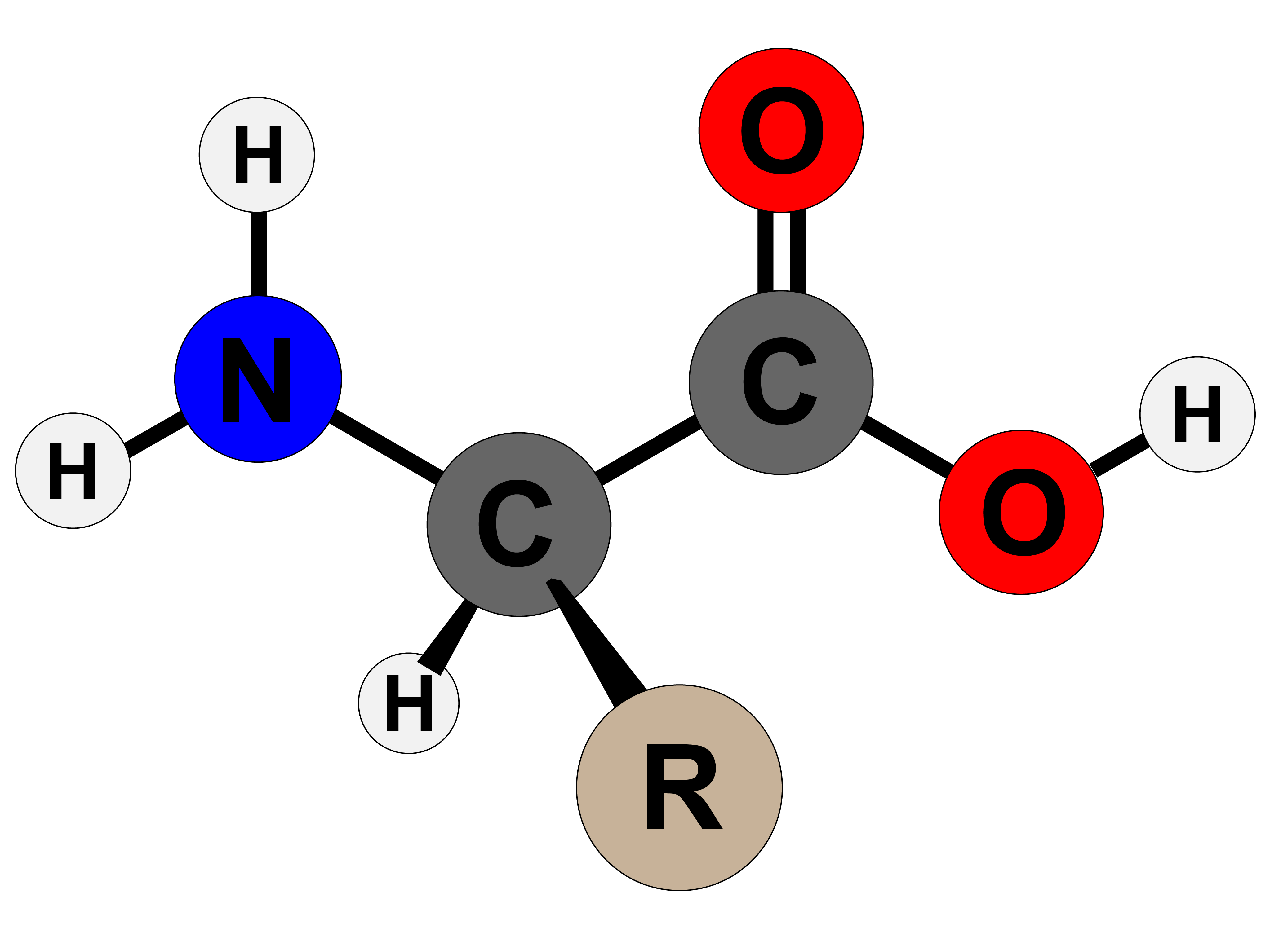

الأحماض الأمينية الضرورية أو الأحماض الأمينية الأساسية ، هي بروتينات لا يستطيع الكائن تكوينها داخل جسمه من أحماض أمينية أخرى أو من مركبات آزوتية أخرى، ولذا يجب تواجدها في الغذاء بكمية كافية وعلى صورة صالحة للاستفادة منها. وإذا حدث نقص في واحد أو أكثر من هذه الأحماض أو كانت على صورة غير صالحة للاستفادة منها فإن التغذية لا تكون سليمة أو متوازنة ، ويظهر على الكائن أعراض نقص هذه الأحماض ويبلغ عدد هذه الأحماض الأمينية الأساسية 9، هي: (ميثيونين – هستيدين – فينيل ألانين – تربتوفان –آيزوليوسين – ليوسين – ثريونين – لايسين – فالين).
التمييز بين الأحماض الأمينية الأساسية والأحماض الأمينية غير الأساسية غير واضح نوعًا ما، كما يمكن أن تنتج بعض الأحماض الأمينية من أحماض أمينية أخرى. والأحماض الأمينية المحتوية على الكبريت، مثل المثيونين والهموسيستين، يمكن تحويلهما إلى بعضها البعض ولكن لا يمكن تصنيعها من جديد في البشر. وبالمثل، يمكن تصنيع السستين من الهموسيستين ولكن لا يمكن تصنيعه بنفسه.
و نقص تلك الأحماض أو عدم توافرها في الوجبات الغذائية يؤدي إلى بعض الأمراض. ومن الضروري أن تستشير المرأة الحامل الطبيب عن نظام تغذية يكفل لها جميع المواد الغذائية المحتوية على البروتينات الأساسية، وكذلك المرأة أثناء الرضاعة.